# حاييم كوهين
حاييم هيرمان كوهين (بالعبرية: חיים הרמן כהן،11 مارس 1911 - 10 أبريل 2002) كان محامي وسياسي إسرائيلي.

## روابط خارجية
- حاييم كوهين على الموقع الإلكتروني للكنيست